# Alcohol and Tobacco Tax and Trade Bureau
Het Alcohol and Tobacco Tax and Trade Bureau (TTB) is een Amerikaans agentschap dat deel uitmaakt van het federale ministerie van Financiën (Department of the Treasury).
De afdeling werd op 24 januari 2003 opgericht nadat de Homeland Security Act van 2002 de functies van het voormalige Bureau of Alcohol, Tobacco and Firearms (ATF) verdeeld had over twee nieuwe organisaties. Het TTB werd opgericht onder het ministerie van Financiën, terwijl enkele politiefuncties die tot dan onder het ministerie van Financiën vielen, werden overgedragen aan het nieuwe Bureau of Alcohol, Tobacco, Firearms and Explosives, een afdeling van het ministerie van Justitie.
Het agentschap is gevestigd in de hoofdstad Washington D.C. en staat onder de leiding van John J. Manfreda.